# 滨海东站
滨海东站位于中华人民共和国天津市滨海新区大沽街道，是建设中津潍烟高速铁路上的火车站。

## 建设历程
2022年1月10日，津潍高铁可行性研究报告正式获国家发改委批复。